# Eritrea ai Giochi della XXX Olimpiade
L'Eritrea ha partecipato ai Giochi della XXX Olimpiade di Londra, che si sono svolti dal 27 luglio al 12 agosto 2012, con una delegazione di 12 atleti.

## Atletica leggera
Maschile

Corse, gare
| Atleta               | Gara          | Batterie             | Batterie             | Quarti | Quarti | Semifinali      | Semifinali      | Finale               | Finale               |
| Atleta               | Gara          | Tempo                | Pos.                 | Tempo  | Pos.   | Tempo           | Pos.            | Tempo                | Pos.                 |
| -------------------- | ------------- | -------------------- | -------------------- | ------ | ------ | --------------- | --------------- | -------------------- | -------------------- |
| Teklit Teweldebrhan  | 1500 m piani  | 3'42"88              | 13º                  |        |        | Non qualificato | Non qualificato | Non qualificato      | Non qualificato      |
| Abrar Osman          | 5000 m piani  | 13'24"40             | 11º                  |        |        |                 |                 | Non qualificato      | Non qualificato      |
| Teklemariam Medhin   | 5000 m piani  | Non disputa la prova | Non disputa la prova |        |        |                 |                 | Non qualificato      | Non qualificato      |
| Amanuel Mesel        | 5000 m piani  | 13'48"13             | 16º                  |        |        |                 |                 | Non qualificato      | Non qualificato      |
| Teklemariam Medhin   | 10000 m piani |                      |                      |        |        |                 |                 | 27'34"76             | 7º                   |
| Zersenay Tadese      | 10000 m piani |                      |                      |        |        |                 |                 | 27'33"51             | 6º                   |
| Nguse Tesfaldet      | 10000 m piani |                      |                      |        |        |                 |                 | 27'56"78             | 15º                  |
| Weynay Ghebresilasie | 3000 m siepi  | 8'37"57              | 10º Q                |        |        |                 |                 | Non qualificato      | Non qualificato      |
| Yared Asmerom        | Maratona      |                      |                      |        |        |                 |                 | 2h 15'24"            | 24º                  |
| Yonas Kifle          | Maratona      |                      |                      |        |        |                 |                 | 2h 21'25"            | 58º                  |
| Samuel Tsegay        | Maratona      |                      |                      |        |        |                 |                 | Non conclude la gara | Non conclude la gara |

Femminile
Corse, gare
| Atleta         | Gara     | Batterie | Batterie | Quarti | Quarti | Semifinali | Semifinali | Finale    | Finale |
| Atleta         | Gara     | Tempo    | Pos.     | Tempo  | Pos.   | Tempo      | Pos.       | Tempo     | Pos.   |
| -------------- | -------- | -------- | -------- | ------ | ------ | ---------- | ---------- | --------- | ------ |
| Rehaset Mehari | Maratona |          |          |        |        |            |            | 2h 35'49" | 59ª    |

## Ciclismo

### Ciclismo su strada
Maschile
| Atleta               | Evento                  | Tempo    | Classifica |
| -------------------- | ----------------------- | -------- | ---------- |
| Daniel Teklehaymanot | Corsa in linea maschile | 5h 46'37 | 73°        |